# 선문염송집 권4〜6
선문염송집 권4〜6(禪門拈頌集 卷四〜六)은 세종특별자치시 부강면에 있던 조선시대의 책이다. 2012년 12월 31일 세종특별자치시의 유형문화재 제9호로 지정되었다가, 충청남도 공주시로 소유자 및 소재지가 변경됨에 따라 2015년 6월 10일 지정이 해제되었다.

## 개요
「선문념송집」은 선림의 고화 1,125칙과 여러 선사의 념송 등의 중요한 말을 모아 수록한 것이다. 이 책은 고려의 승려 무의자 혜심(1178-1234)이 고종 13(1226)년에 조계산 수선사에 있을 때에 30권 10책으로 편집한 것이다. 먹색이나 지질 및 글자체가 전형적인 조선 초기의 형태로 닥지에 목판으로 찍은 대흑구 본으로 선가의 화두를 모아놓은 책으로 초간본으로 보여 진다. 처음부터 표지를 만들지 않고 복장용으로 인경한 것을 최근에 책으로 엮은 것으로 보여 진다. 본문은 12행이며 매행마다 21자씩이다. 크기는 세로 29.2cm, 가로 20.3cm이다. 반곽의 크기는 세로 19.8cm, 가로 15.1cm이다. 보존상태는 양호하다.

## 같이 보기
- 선문염송집

## 참고 자료
- 선문염송집 권4〜6 - 국가유산청 국가유산포털